# Peperomia hartmanni
Peperomia hartmanni är en pepparväxtart som beskrevs av C. Dc.. Peperomia hartmanni ingår i släktet peperomior, och familjen pepparväxter. Inga underarter finns listade i Catalogue of Life.